# Corpo de Weibel-Palade
Corpos de Weibel-Palade são  grânulos de armazenamento de células endoteliais, as células que formam o revestimento interior do vaso sanguíneo e do coração. Elas armazenam e liberam duas moléculas principais, a fator de von Willebrand e a P-selectina e assim, desempenham a hemostasia e a inflamação.

## Etimologia
Os corpos de Weibel-Palade foram descritos inicialmente pelo anatomista suiço Ewald R. Weibel e o  fisiologista  romeno George Emil Palade em 1964. Palade ganhou o Nobel de Fisiologia ou Medicina em 1974 por seu trabalho sobre a função das organelas nas células.

## Constituintes
Existem dois componentes principais armazenados dentro dos corpos de Weibel-Palade. Um é o [factor de von Willebrand]] (vWF) e uma proteína multimérica que desempenha papel importante na coagulação do sangue. O armazenamento de longos polímeros de vWF dá a essa estrutura lisossómica especializado uma forma oblonga e aparência estriada em microscópio eletrônico. A outra é a P-selectina, que desempenha um papel central na capacidade dos células inflamadas endoteliais em recrutar a passagem de leucócitos (células brancas do sangue), permitindo-lhes sair do vaso sanguíneo e entrando no tecido circundante, onde podem migrar para o local da infecção ou lesão.
Os componentes do corpo de Weibel-Palade são as quimiocinas Interleucina-8 e eotaxina-3, a endotelina-1, a angiopoietina-2, a osteoprotegerina, a Tetraspanina CD63/lamp3 e α-1,3-fucosiltransferase VI.

## Importância clínica
A importância dos corpos de Weibel-Palade é destacada por algumas mutações de doenças humanas. As mutações dentro da vWF são a causa comum da hemorragia hereditária comuns, a doença de von Willebrand. A VWD tem uma prevalência estimada em algumas populações humanas de até 1%, e é mais frequentemente caracterizada por hemorragia mucocutânea  prolongado e variável. O tipo III da doença de von Willebrand é uma doença hemorrágica grave, não muito diferente da hemofilia tipo A ou B. A VWF atua no ensino da hemostasia para recrutar plaquetas para o local da lesão, e também é importante na hemostasia secundária, agindo como  acompanhante para o fator VIII (FVIII) da coagulação.

## Produção
A FvW multimérica é montada no Complexo de Golgi a partir de dímeros de vWF. O complexo de Golgi então faz brotar vesículas cobertas por uma bicamada lipídica que se consistem quase exclusivamente dos vWF. A única organela paralela na fisiologia é o grânulo alfa de plaquetas que também contém FvW. Os corpos de Weibel-Palade são a principal fonte de vWF, enquanto α-grânulos provavelmente desempenham um papel menor.